# Африканська котяча акула плямиста
Африканська котяча акула плямиста (Holohalaelurus punctatus) — акула з роду Африканська котяча акула родини Котячі акули. Інші назви «білоплямистий ізак», «білоплямиста африканська котяча акула».

## Опис
Завдовжки сягає 34-35 см. Голова надзвичайно широка. Морда округла. Очі середнього розміру, овальні, горизонтальної форми з мигальною перетинкою. Зіниці щілиноподібні. Під очима присутні щічні горбики. Очі розташовані високо на голові. За ними є невеличкі бризкальця. Ніздрі розташовані далеко одна від одної. Має трикутні носові клапани. Губні борозни відсутні. Рот широкий. Зуби дрібні, з багатьма верхівками, зазвичай 3, з яких вирізняється центральна є високою. У неї 5 пар коротких зябрових щілин. Тулуб у передній частини потовщений. Шкіряна луска збільшена на спині та голові. Грудні плавці великі та широкі. Має 2 невеличких спинних плавця однакового розміру і форми. Передній спинний плавець розташовано трохи позаду черевних плавців, задній — позаду анального. Хвостовий плавець вузький та короткий.
Забарвлення строкату, нагадуючи леопарда. Забарвлення жовто-коричневе з помаранчевим відливом. По спині, боках, плавцям щільно розкидані темно-коричневі плями. Голову вкрита дрібними темними плямочками. Позаду грудних плавців є нерізкі білі плями. Звідси походить інша назва цієї акули. Черево має світліший відтінок за спину і боки.

## Спосіб життя
Тримається на глибинах від 220 до 440 м, континентальному і острівному шельфі. У випадку небезпеки здатна ховати голову під хвоста, утворюючи щось на кшталт кільця. Доволі активна акула. Живиться креветками, рачками, крабами, невеличкими омарами, маленькими молюсками, дрібною костистою рибою.
Статева зрілість у самців настає при розмірі 31-32 см, самиці — 24-26 см. Це яйцекладна акула. Самиця відкладає 2 яйця в капсулі темно-коричневого забарвлення.
Не є об'єктом промислового вилову. Негативно на популяцію впливає посилення глибоководного вилову ракоподібних. Внаслідок цього чисельність цієї акули суттєво скоротилося. З 1972 до 2007 року науковцями не було спіймано жодної акули цього виду.

## Розповсюдження
Мешкає від узбережжя Квазулу-Наталь (ПАР) і південних берегів Мозамбіку та Мадагаскару.